# Maya Chinchilla
Maya Chinchilla es una poetisa guatemalteca-estadounidense basada en el Área de la Bahía, conocida por ser una de las fundadoras de EpiCentroAmérica, y por escribir los archivos de The Cha Cha Cha: A Chapina Poética. Actualmente es profesora en la Universidad de California, Santa Cruz. Chinchilla también es profesora en la [./https://en.wikipedia.org/wiki/University_of_California University of California] Davis en el departamento de Estudios Chicanos.

## Biografía
Maya Chinchilla nació en Long Beach, California en una familia migrante con raíces guatemaltecas. Chinchilla recibió un Bachelor de Artes de Universitarios de California Santa Cruz, unos Maestros en Retransmitir y Artes de Comunicaciones Electrónicas de San Francisco Universidad Estatal y unos Maestros de Bellas artes en Escritura inglesa y Creativa de [./https://en.wikipedia.org/wiki/Mills_College Mills College] .
El colectivo literario EpiCentroAmérica o epicentros surgió en la década de 1990 como un espacio para dar a los jóvenes centroamericanos la oportunidad de explorar su identidad. Se ha descrito como fundamental para el movimiento de reimaginar la identidad centroamericana y centroamericana en las artes literarias a principios del siglo XXI. Una antología asociada del 2007, Desde el EpiCentro, que fue editada por Chinchilla y Karina Oliva-Alvarado, ha sido descrita como crítica en la problemática comprensión tradicional de la identidad latina.
Ha tenido múltiples publicaciones en varias revistas y antologías, incluyendo Mujeres de Maíz, Sinister Wisdom, Americas y Latinas: A Stanford Journal of Latin American Studies, Cipactli Journal y The Lunada Literary Anthology. Algunos de los intereses de investigación de Chinchilla son Estudios Latinoamericanos/Latinos, Género y sexualidad, Discurso y producción cultural latinos, escritura creativa y performance, Estudios Centroamericanos, Latino/as en los medios de comunicación, Producción cinematográfica y Estética, Medios de comunicación y Comunicaciones.

Chinchilla ha dirigido dos documentales cortos, "La Última Palabra" y "Hecho en Brasil" ambos screened en festivales diferentes en 2006. Cuando era estudiante de posgrado en la Universidad Estatal de San Francisco, también ganó el premio STCAND en 2006 de la Fundación de Artes Cinematográficas.
El Cha Cha Cha Files es una colección de poemas que saca a la luz la diáspora centroamericana en los Estados Unidos. El libro es un texto queer que utiliza el lenguaje erótico y la escritura, mientras que utiliza referencias autobiográficas para enfatizar las luchas de la mujer centroamericana. Además, discute el desempeño de género mientras articula y recupera sus raíces indígenas.
La iglesia por la noche estuvo escrita por Maya Chinchilla después del tiroteo de cabaret del Orlando. En 2018, el poema estuvo publicado en Una Revista de Lesbiana y Estudios de Gay.
Femme A propósito aparece en El Jota Antología.